# Dengitzic
Dengitzic (né après 425 (année de naissance de son frère aîné : Ellac) - mort en 469) est le fils cadet d'Attila.

## Biographie
À la mort de son père Attila en 453, son frère aîné Ellac succède au trône avec l’appui d’Onégèse. Mais Dengitzic, avec l'aide d'Ernakh, réclame sa part de pouvoir. Ellac est battu à la bataille de la Nedao au printemps 454 ou 455.
Dengitzic et Ernakh conduisent leur horde au nord de la mer Noire. Ils tentent de reconstituer leur réseau d'anciens vassaux. Ils proposent à Léon, empereur de Constantinople, une paix en échange d'un lieu neutre sur la frontière danubienne où les Huns pourraient organiser un marché. Léon ayant refusé, les Huns passent à l'offensive. Ils sont vaincus et Dengitzic est tué au combat par les troupes du général Anagaste. Sa tête coupée est exposée à Constantinople au Cirque de Bois.

## Conséquences de sa mort
Sa mort met un terme à toute tentative de restauration de l'Empire hunnique,.

## Sources anciennes
- Chronique pascale, VIIe siècle